# Jan Möller
Jan Möller (født 17. september 1953 i Malmö, Sverige) er en svensk tidligere fodboldspiller (målmand), der mellem 1979 og 1988 spillede 17 kampe og scorede to mål for Sveriges landshold. Han deltog blandt andet ved VM 1978 i Argentina, men kom dog ikke på banen i turneringen, hvor han var reserve for førstevalget Ronnie Hellström.
På klubplan spillede Möller størstedelen af karrieren hos Malmö FF i hjemlandet. Her var han med til at vinde hele fem svenske mesterskaber og syv udgaver af Svenska Cupen. Han var også en del af det Malmö-hold, der nåede Mesterholdenes Europa Cup finale 1979, der dog blev tabt 0-1 til engelske Nottingham Forest.
Möller vandt i 1979 Guldbollen, titlen som Årets fodboldspiller i Sverige.

## Titler
Allsvenskan
- 1974, 1975, 1977, 1986 og 1988 med Malmö FF

Svenska Cupen
- 1973, 1974, 1975, 1978, 1980, 1984 og 1986 med Malmö FF